# Paul Hundrieser
Paul Hundrieser (* 26. Juli 1881 in Rastenburg; † 23. September 1972 in Rinteln) war ein deutscher Verwaltungsjurist und Landrat.

## Leben
Hundrieser gehörte in Ostpreußen zu den Nachfahren der Salzburger Exulanten, war Rechtsanwalt und hatte als Kriegsfreiwilliger am Ersten Weltkrieg teilgenommen. 1922 arbeitete er in der Reichsfinanzverwaltung und Leiter des Finanzamtes in Sensburg. 1934 wurde er vertretungsweise zum Landrat im Kreis Sensburg ernannt. Er wirkte dort bis 1937. 1938 wurde Hundrieser zum Landrat im Landkreis Heilsberg ernannt. Er amtierte dort bis 1943.
Er trat zum 1. Juni 1932 der NSDAP bei (Mitgliedsnummer 1.199.798).